# Gulating

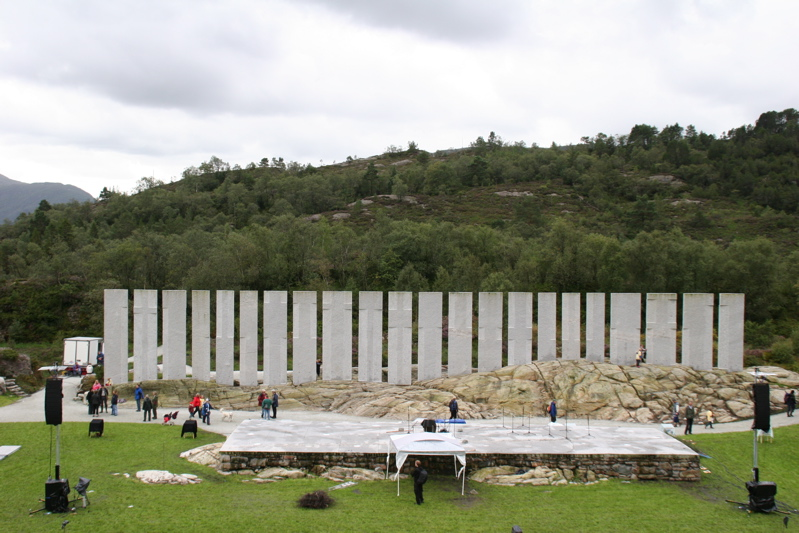
Monumento de Bård Breivik no lugar do antigo Gulating.

Gulating ou Gulathing (em nórdico antigo, Gulaþing) foi uma das instituições mais importantes da história antiga da Noruega. O nome refere-se na atualidade tanto a uma das primeiras assembleias legislativas (ting) como ao atual tribunal de justiça na Noruega ocidental. É a mais antiga instituição regional de Noruega, e deve seu nome a que originalmente estava localizada em Gulen no momento que se estabeleceu como instituição, em algum momento entre finais do século IX e 930.
A prática de realizar periodicamente assembleias regionais entre os homens mais influentes remonta-se aos tempos anteriores à introdução da escrita na Noruega, e estabeleceu-se firmemente quando o país se unificou num reino (900-1030). Estas assembleias funcionavam como um poder legislativo e judicial, resolviam disputas e ditavam leis. O Gulating celebrava-se em Gulen ao norte de Bergen sobre a costa ocidental de Noruega. Suas leis tinham vigência desde os vales interiores de Valdres e Hallingdal no oriente até as Ilhas Feroe no ocidente.
A Gulating serviu de modelo para o estabelecimento das assembleias legislativas da Noruega (Storting), Islândia (A oþingi) e das Ilhas Feroe (Løgting), territórios colonizados por povoadores da Noruega ocidental. Um manuscrito bastante completo das leis da Gulating de meados do século XIII conservou-se até o presente ao Codex Ranzovianus (c. 1250) também manuscrito Ms.4° 681, da Universidade de Copenhague.
Ainda que a Gulating não fosse uma assembleia democrática no sentido de ter sido eleita popularmente, representava em mudança os interesses de um importante número de pessoas que não faziam parte da pequena elite. As leis eram estabelecidas como um tipo de contrato social. Por exemplo, uma lei do Codex Ranzovianus estabelece que
«Nenhum de nós tomará os bens dos demais, nem fá-se-á justiça por sua própria mão». 
A Gulating e  as outras antigas assembleias regionais (Borgarting, Eidsivating e Frostating) incorporaram-se numa única jurisdição ao final da Era Viquingue e o rei Magno VI da Noruega ordenou por escrito a nova legislação (1263-1280). Essas assembleias serviram de marco legal e institucional para os posteriores poderes legislativo e judicial, e permanecem atualmente em funcionamento como tribunais superiores regionais.

## Composição
No século X, a Gulating era possivelmente composta por agentes escolhidos pelo rei, muitos dos quais também participavam no legislativo, bem como clérigos escolhidos pelo bispo. Em seu momento mais importante, no século XI, a Gulating legislava desde Agder até Sunnmøre, estava composto por seis fylki («pequenos reinos») que enviavam 400 representantes ao ting anual que tinha lugar em Sognfjord. No século XII o número de representantes reduziu-se a 246 e em séculos posteriores a 146.

## Curiosidades
Se um estrangeiro roubasse  um membro da Gulating, não tinha infração das leis, e portanto também não um castigo. A violência estava penalizada com multas, que eram impostos que tinha que pagar não só o infrator, mas também sua família, uma prática que diferencia ao direito germânico do romano, onde a responsabilidade era individual. O homicídio de um primogênito era castigado com uma quota coletiva de 189 cabeças de gado, e a contribuição da cada membro da família do homicida achava-se bem estabelecida. Assim, o homicídio e as lesões físicas eram delitos bastante caros.